# Kamhornad trägnagare
Kamhornad trägnagare (Ptilinus pectinicornis) är en skalbaggsart som först beskrevs av Carl von Linné 1758.  Kamhornad trägnagare ingår i släktet Ptilinus och familjen trägnagare. Arten är reproducerande i Sverige. Inga underarter finns listade i Catalogue of Life.

## Bildgalleri

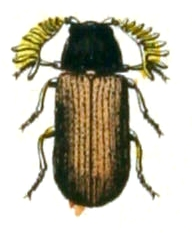
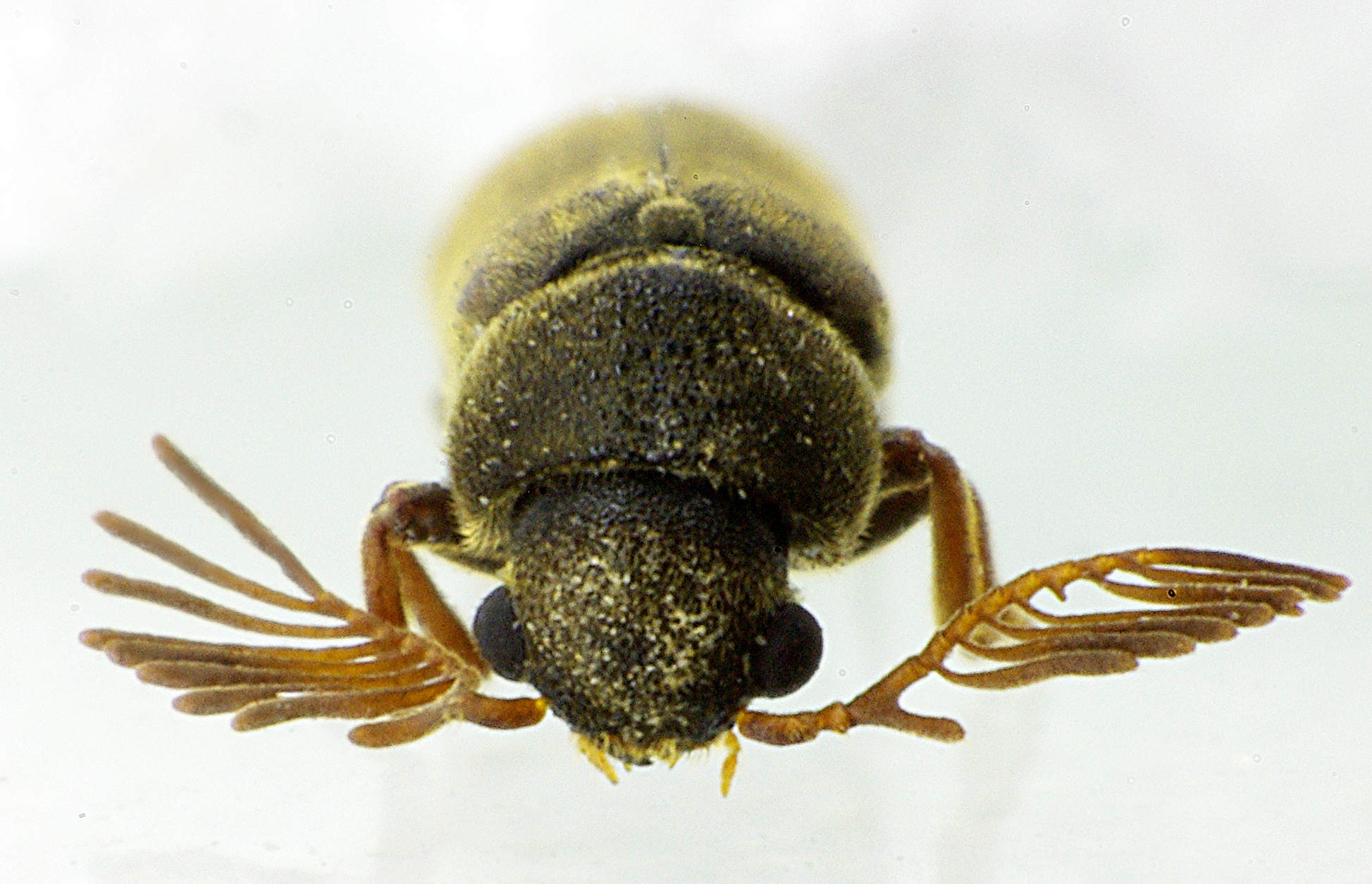
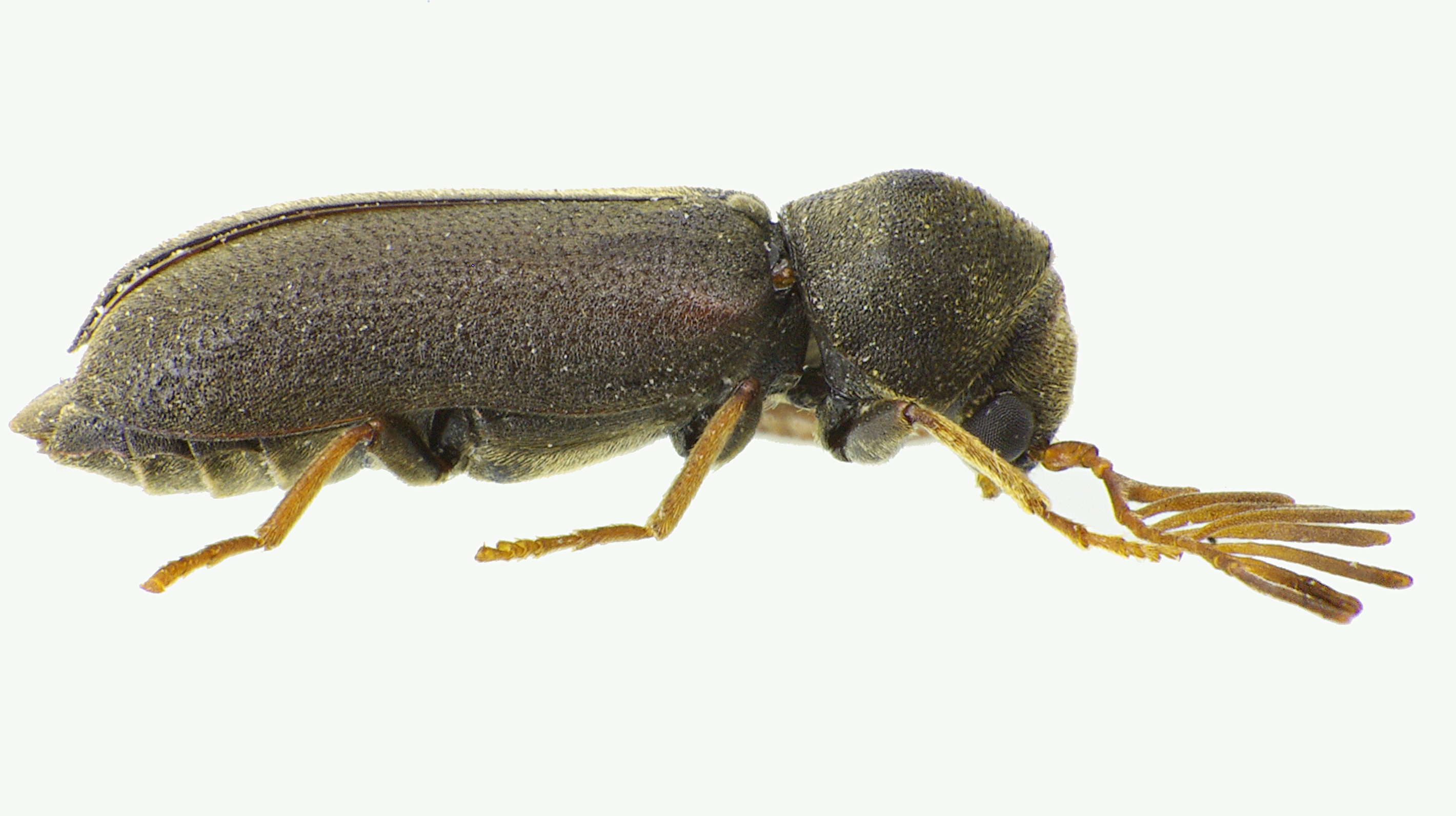
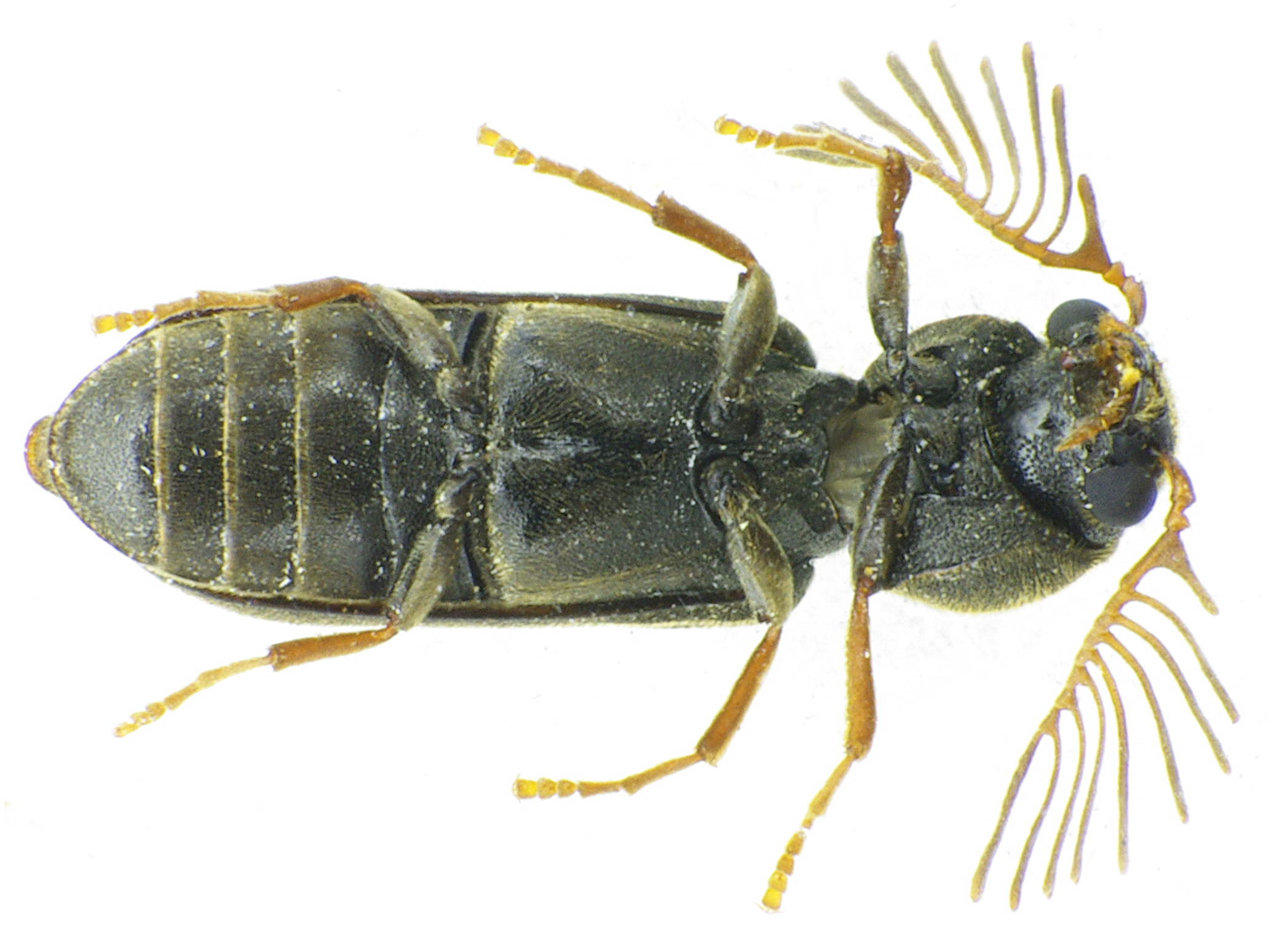
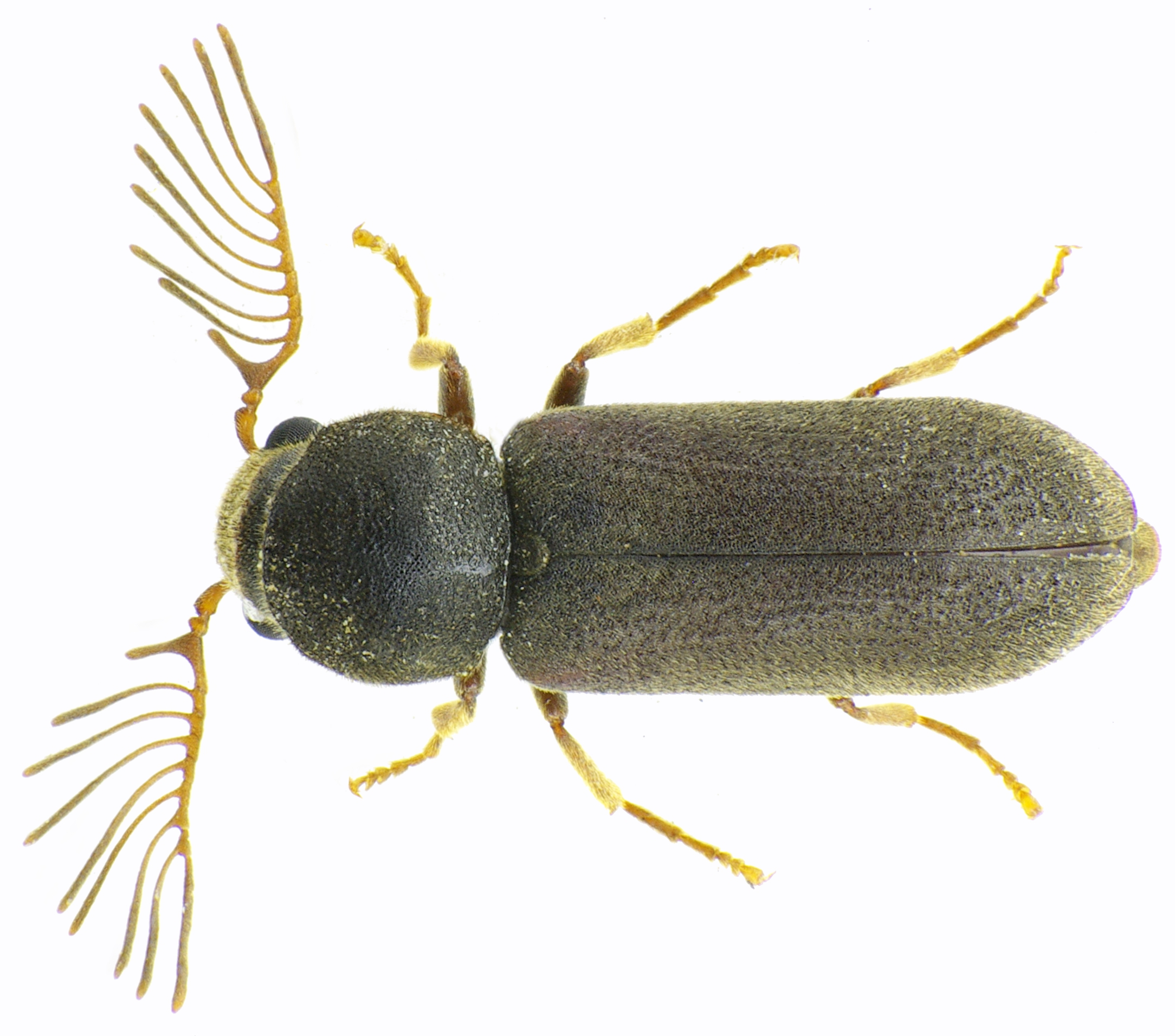